# Csíkménaság
Csíkménaság vagy Csíkmenaság (románul: Armășeni) falu Romániában, Hargita megyében.

## Fekvése
A falu Csíkszeredától 13 km-re keletre a Taploca-patak völgyében fekszik.

## Nevének eredete
Neve a magyar mén és ság (= domb) főnevek összetétele. Más vélemény szerint a keleti egyház szentjétől, Szent Ménásztól ered, de ismét mások a ménes és az ág magyar szavakból magyarázzák.

## Története
1567-ben Menessagh néven említik. A falu zab és kendertermesztéséről volt híres. 1910-ben 2178, túlnyomórészt magyar lakosa volt. A trianoni békeszerződésig Csík vármegye Kászonalcsíki járásához tartozott. 1992-ben 726 magyar lakosa volt.

## Látnivalók
- Román kori egykori temploma helyén épült a 15. században gótikus római katolikus temploma, melyet 1655-ben felújítottak. Korabeli freskói vannak. 1543-ban készült szárnyas oltárát a Magyar Nemzeti Múzeum őrzi, harangjai 1582-ből és 1604-ből valók. Miseruhái közül az egyiket állítólag Mária Terézia hímezte. Sekrestyéje falában 13. századi rózsaablak van. 1858-ban barokk oldalcsarnokkal bővítették. Tornya 1836-ban épült.
- A falu első világháborús emlékművét Szervátiusz Jenő készítette.

## Borvízforrások és népi fürdő
- Csíkménaság borvízforrásai és népi fürdője

## Híres emberek

### Itt született
- Adorján Imre (1827-1897) főgimnáziumi tanár, Adorján Ágoston nagybátyja és nevelőapja, Adorján Imre országgyűlési képviselő nagybátyja.
- Adorján Ágoston (1871-1957) honvéd altábornagy, Adorján Imre főgimnáziumi tanár unokaöccse és nevelt fia.
- Adorján Imre (1884-1971) földbirtokos, szerkesztő, országgyűlési képviselő, Adorján Ágoston féltestvére, Adorján Imre főgimnáziumi tanár unokaöccse.
- Tompos Péter (1885-?) színész, színigazgató.
- Antal Béla (1903-?) színész, rendező, színigazgató.
- Tekeres Sándor (1921-1977) énekművész.
- Dénes Anna Szeréna (1925-2013) szociális testvér, a kommunista diktatúra meghurcolt áldozata.